# Roman Hagara
Roman Hagara (Viena, 30 de abril de 1966) es un deportista austríaco que compitió en vela en la clase Tornado. Su hermano Andreas también compitió en vela.
Participó en cuatro Juegos Olímpicos de Verano, entre los años 1992 y 2008, obteniendo en total dos medallas de oro, en Sídney 2000 y en Atenas 2004, ambas en la clase Tornado (junto con Hans-Peter Steinacher).
Ganó seis medallas en el Campeonato Mundial de Tornado entre los años 1987 y 2006, y siete medallas en el Campeonato Europeo de Tornado entre los años 1990 y 2006.

## Palmarés internacional
| \| Juegos Olímpicos \| Juegos Olímpicos \| Juegos Olímpicos \| Juegos Olímpicos \| \| Año \| Lugar \| Medalla \| Clase \| \| ------------------ \| ------------------------- \| ----------------- \| ---------------- \| \| 2000 \| Sídney (Australia) \| Medalla de oro \| Tornado \| \| 2004 \| Atenas (Grecia) \| Medalla de oro \| Tornado \| \| Campeonato Mundial \| \| \| \| \| Año \| Lugar \| Medalla \| Clase \| \| 1987 \| Kiel (RFA) \| Medalla de oro \| Tornado \| \| 1990 \| Breitenbrunn (Austria) \| Medalla de bronce \| Tornado \| \| 1999 \| Vallensbæk (Dinamarca) \| Medalla de oro \| Tornado \| \| 2000 \| Sídney (Australia) \| Medalla de plata \| Tornado \| \| 2001 \| Richards Bay (Sudáfrica) \| Medalla de plata \| Tornado \| \| 2006 \| San Isidro (Argentina) \| Medalla de bronce \| Tornado \| \| Campeonato Europeo \| \| \| \| \| Año \| Lugar \| Medalla \| Clase \| \| 1990 \| Breitenbrunn (Austria) \| Medalla de oro \| Tornado \| \| 1997 \| La Grande-Motte (Francia) \| Medalla de oro \| Tornado \| \| 2000 \| Allassio (Italia) \| Medalla de plata \| Tornado \| \| 2001 \| Sankt Moritz (Suiza) \| Medalla de oro \| Tornado \| \| 2003 \| Cagliari (Italia) \| Medalla de plata \| Tornado \| \| 2005 \| Västervik (Suecia) \| Medalla de plata \| Tornado \| \| 2006 \| Lübeck (Alemania) \| Medalla de oro \| Tornado \| |                           |                   |         |
| Juegos Olímpicos |                           |                   |         |
| Año | Lugar                     | Medalla           | Clase   |
| 2000 | Sídney (Australia)        | Medalla de oro    | Tornado |
| 2004 | Atenas (Grecia)           | Medalla de oro    | Tornado |
| Campeonato Mundial |                           |                   |         |
| Año | Lugar                     | Medalla           | Clase   |
| 1987 | Kiel (RFA)                | Medalla de oro    | Tornado |
| 1990 | Breitenbrunn (Austria)    | Medalla de bronce | Tornado |
| 1999 | Vallensbæk (Dinamarca)    | Medalla de oro    | Tornado |
| 2000 | Sídney (Australia)        | Medalla de plata  | Tornado |
| 2001 | Richards Bay (Sudáfrica)  | Medalla de plata  | Tornado |
| 2006 | San Isidro (Argentina)    | Medalla de bronce | Tornado |
| Campeonato Europeo |                           |                   |         |
| Año | Lugar                     | Medalla           | Clase   |
| 1990 | Breitenbrunn (Austria)    | Medalla de oro    | Tornado |
| 1997 | La Grande-Motte (Francia) | Medalla de oro    | Tornado |
| 2000 | Allassio (Italia)         | Medalla de plata  | Tornado |
| 2001 | Sankt Moritz (Suiza)      | Medalla de oro    | Tornado |
| 2003 | Cagliari (Italia)         | Medalla de plata  | Tornado |
| 2005 | Västervik (Suecia)        | Medalla de plata  | Tornado |
| 2006 | Lübeck (Alemania)         | Medalla de oro    | Tornado |